# Agonia no Jardim (Blake)
A Agonia no Jardim é uma pequena pintura de William Blake, concluída como parte de sua série de ilustrações bíblicas de 1799-1800 encomendadas por seu patrono e amigo Thomas Butts.
O episódio é mais conhecido em Língua Portuguesa como Agonia no Getsêmani e se refere a um evento na Vida de Jesus que ocorreu entre a Última Ceia e a sua prisão A luta de Jesus (em grego: agonia), orando e se submetendo a Deus antes de aceitar seu sacrifício, no Getsêmani, também denota um estado de espírito atualmente chamado de agonia.
Na pintura de Blake, um anjo brilhantemente colorido e majestoso rompe a escuridão circundante e desce de uma nuvem para ajudar e apoiar fisicamente Jesus Cristo em sua hora de agonia. A obra é dominada por linhas verticais, formadas tanto pelas árvores quanto pelos dois braços do anjo. Duas linhas interiores convergem nas palmas das mãos de Cristo, evocando os pregos cravados através dele durante sua crucificação.
A Agonia no Jardim foi legada pelo colecionador de Blake Graham Robertson ao National Trust em 1948. Foi adquirida pela Tate no ano seguinte.

## Descrição
Entre 1799 e 1803, Blake produziu mais de 150 ilustrações bíblicas para Thomas Butts. Cerca de 50 foram completos para a série 1799-1880, dos quais cerca de 30 são existentes. São todos do mesmo tamanho; todos, exceto dois, são significativamente maiores do que a média de 28 cm x 38 cm. Apenas o presente trabalho é sobre aço estanhado; a maioria dos outros é pintada em tela. As obras, todas minuciosamente detalhadas e ricamente coloridas, envolvem arranjo e design complexos e inovadores.